# Athleague
Athleague, irisch Áth Liag (Furt der Steinplatten), ist ein Dorf in der Republik Irland im County Roscommon. Bei der Volkszählung 2022 hatte es 296 Einwohner.

## Lage
Athleague liegt am River Suck. Die nächsten größeren Städte sind Roscommon (12 km nordöstlich) und Athlone (28 südöstlich). Die Überlandstraße N63 von Roscommon nach Galway sowie die Regionalstraße R362 vom Westen nach Athlone kreuzen sich hier.

## Sehenswürdigkeiten
- Am Flussufer steht ein altes Mühlengebäude mit einem Wasserrad.
- Der Castlestrange-Stein, ein mit Spiralen verzierter  Granitblock aus der Eisenzeit im La-Tène-Stil, befindet sich 2 km nördlich.